# Euthynnus alletteratus
Euthynnus alletteratus es una especie de peces de la familia Scombridae en el orden de los Perciformes.

## Morfología
• Los machos pueden llegar alcanzar los 122 cm de longitud total y los 16,5 kg de peso.

## Distribución geográfica
Se encuentra en los mares y océanos  tropicales y subtropicales, incluyendo el Mar Mediterráneo, el Mar Negro, el Mar Caribe y el Golfo de México